# 문 (화폐)

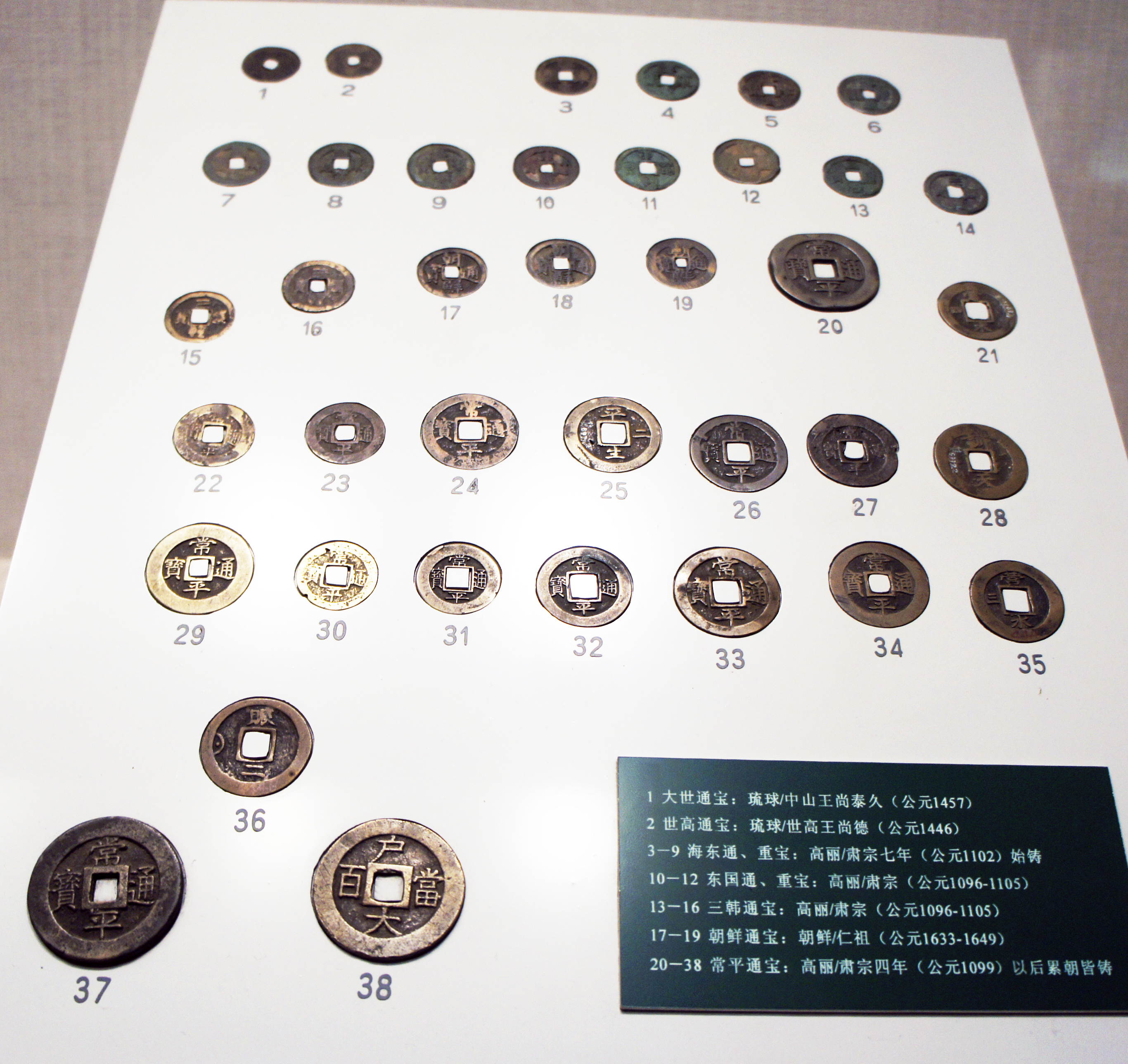
류큐국과 고려, 조선에서 쓰였던 다양한 동전들

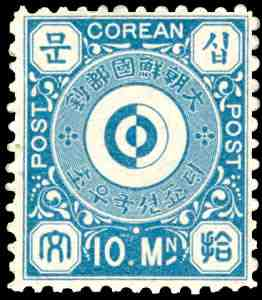
1884년 조선에서 발행한 10문 우표 (문위 우표)

문(文)은 조선의 화폐 단위이다. 옛 중국의 화폐 단위였던 문(文)에서 유래했으며 일본과 류큐국, 베트남에서 쓰였던 각 나라의 문(文)과도 어원이 같다. 푼(分) 또는 닢이라고도 하며, 가운데에 네모난 구멍이 있는 구리 또는 청동으로 된 돈 1개를 1문, 1푼 또는 1닢이라고 했다. 17세기부터 19세기 말까지 상평통보가 동전으로 주로 쓰였으며, 1892년 양(兩)으로 대체됐다.

## 조선
문(文)의 교환 수단으로 조선 초기에 한지로 만든 지폐인 저화(楮貨)가 최초의 법정지폐(法定紙幣)로 통용됐고 16세기까지 교환 수단으로 쓰였다.
1423년 조선 세종이 조선통보(朝鮮通寶)를 발행해 유통했으며, 조선통보 160문은 구리 1근(약 600g)에 고정됐지만 시장에서는 그 가치가 자주 변동됐다. 공식적으로 1문은 쌀 한 되 가치로 정해졌지만 시장에서는 쌀 한 되에 3문으로 그 가치가 떨어졌으며, 1429년에는 쌀 한 되 값이 13문으로 오르기도 했다. 시장에서는 화폐 사용을 꺼려 다시 물물교환 상태로 돌아갔다.
1625년 조선 인조가 다시 조선통보를 발행했으나 정묘호란과 병자호란으로 쓰이지 않게 됐다. 동전을 만드는데 필요한 구리를 일본으로부터의 수입에 크게 의존하고 있었던 점 또한 화폐 사용을 불안정하게 만들었다. 조선통보 이외에 십전통보(十錢通寶)도 발행됐으나 널리 쓰이지는 않았다.
|                            |               |
| 상평통보 앞면(선혜청 주조) | 상평통보 뒷면 |

1633년 빈민을 구제하던 관청인 상평청에서 상평통보를 발행하기 시작했다. 상평통보는 조선 숙종 때인 1678년에 조선 각지에서 유통되기 시작했다. 10문이 1전, 10전이 1냥, 10냥이 1관과 같았고 숙종은 400문을 은 1냥에 고정시켰다. 그 뒤 문(文)의 교환 수단으로 상평통보가 주로 쓰이게 됐다.
1866년 흥선대원군이 부족한 국가 재원을 채우기 위해 당백전을 발행하자 문(文)은 인플레이션을 겪기 시작했다. 당백전의 실제 가치는 당오전의 5배에서 6배 정도에 지나지 않았으나 법정 가치가 100배에 해당해 물가 상승을 초래했고, 쌀값은 2년만에 6배로 치솟았다. 1835년 에도 막부도 국가 재원을 채우기 위해 100문 동전 천보통보(天保通寶)를 발행했고, 청나라도 태평천국의 난의 여파로 1853년에 100문 동전을 발행했으며 이들 역시 인플레이션을 유발했다.
1883년 조선 고종은 통화정책을 정비하고 국제적인 흐름에 대응하기 위해 조폐기관인 전환국을 설치했고, 문(文)과 상평통보는 1892년에 은화인 양(兩)으로 대체됐다.

## 옛 중국
청나라 때까지 1문은 1냥의 1/1000 가치를 지녔다. 즉 1000문은 1냥이었으며, 이때 은 1냥과 같은 가치를 지녔다.

## 같이 보기
- 상평통보
- 조선 양